# Клод де Шуазель-Франс'єр
Клод де Шуазель-Франс'єр (фр. Claude de Choiseul-Francières; 8 жовтня 1632 — 15 березня 1711) — військовий та державний діяч Французького королівства, маршал Франції, маркіз.

## Життєпис
Походив з французького шляхетського роду Шуазель. Син маркіза Людовика де Шуазель-Франс'єр, губернатора Лангра, та баронеси Катерини Альфонсини де Ніксей. Народився 1632 року в замку Ромії-сюр-Сен. Здобув класичну для того часу освіту.
1649 року долучився до війська в званні капітана полку принца Конде. У 1652—1653 роках брав участь у військових діях в Шампані проти військ Фронди на боці кардинала Мазаріні. 1658 року призначений губернатором Лангра. Того ж року оженився з представницею роду Ренті.
1664 року брав участь під орудою фельдмаршала Раймунда Монтекукколі у війні проти Османської імперії. Відзначився під час битві під Сент-Готтардом в Угорщині. 1667 року отримує звання бригадира. Під час Деволюційної війни відзначився при облогах Турне, Дуе та Лілля. 1669 року звитяжив під час походу французів на допомогу венезійцям Криту під час Кандійської війни з Османською імперією. Невдовзі стає табірним маршалом . По поверненню відправлений до війська в Лотарингії.
У 1672 року з початком Голландської війни виявив хоробрість в боях в Німеччині. 1674 року відзначився у битві біля Сенефе. 1676 року стає генерал-лейтенантом. Того ж року підпорядкований маршалу Франсуа-Анрі Монморансі-Люксембургу. Відзначився у битві біля Фрайбургу 1677 року. 1678 року під орудою маршала Франсуа де Крекі бився у битві біля Райнфельду, потім був учасником походу до маркграфства Баден-Баден. 1679 року захопив форти Страсбургу. Того ж року в рамках дансько-шведської війни брав участь у битві під Мінденом проти бранденбурзького війська.
1684 року під час Війни за об'єднання захопив Льєж. й688 року стає лицарем Ордену Святого Духа. 1689 року призначено губернатором Сен-Омера. Того ж року в ході Війни Аугсбурзької ліги успішно діяв проти Максиміліана II Віттельсбаха, курфюрста Баварії. 1693 року отримав звання маршала та стає кавалером Ордену Святого Людовика. 1696 року очолив Рейнську армію. По завершенню війни 1697 року призначений губернатором Валансьєну.
На момент смерті в 1711 році був деканом маршалів Франції. Перепохований 1860 року на цвинтарі Пер-Лашез.

## Родина
Дружина — Катерина де Ренті
дітей не було